# Åsgårdstrand
Åsgårdstrand  est une petite ville des municipalités de Tønsberg et Horten, dans le comté de Vestfold, en Norvège.

## Description
Åsgårdstrand est situé près de l'Oslofjord, à une dizaine de kilomètres au sud du centre de Horten et tout aussi loin au nord de Tønsberg. La ville est classée "ville touristique" depuis 2007, car le nombre de voyageurs et de visiteurs est très élevé par rapport aux résidents permanents. Elle est devenue une station balnéaire populaire depuis les années 1920.
Åsgårdstrand est un port de commerce important depuis 1650, de marchandises diverses et à l'exportation du bois.
L'ancienne maison d'Edvard Munch, graveur et peintre, appartient désormais à la ville et est ouverte au public.

## Zones protégées
- Réserve naturelle de Fjugstad créée en 1980[3]
- Réserve naturelle de Bliksekilen

## Galerie

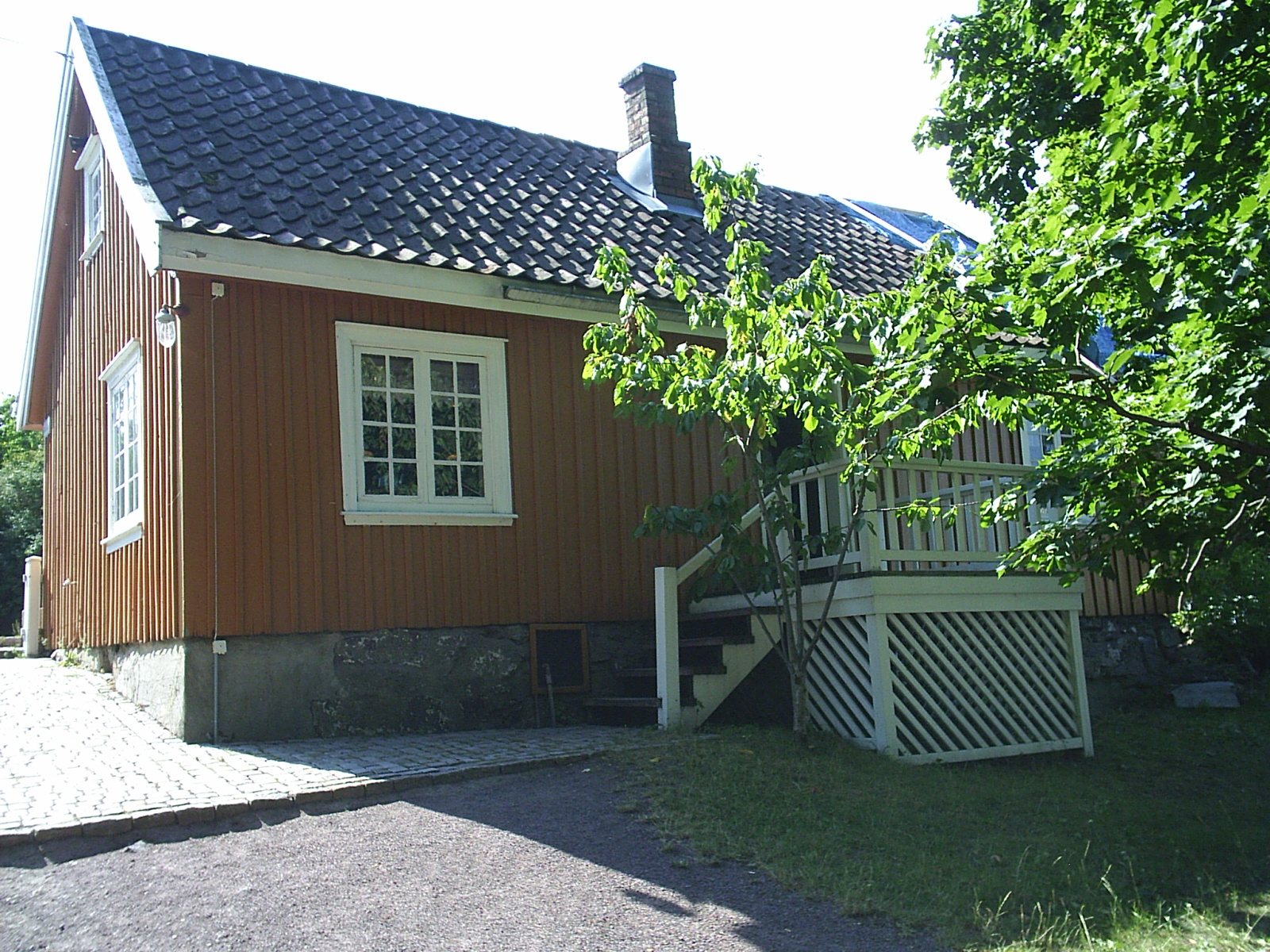
Maison d'Edvard Munch
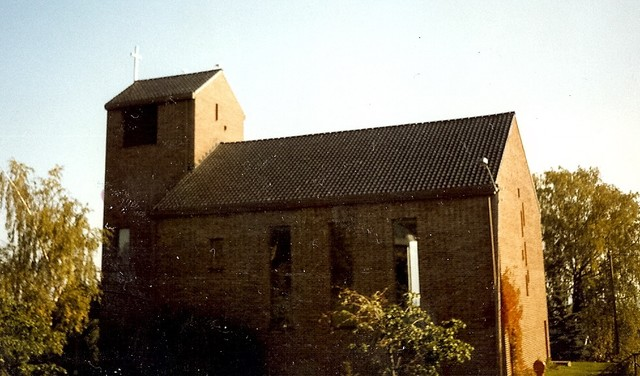
Eglise de 1969